# جزیره بوردن
جزیره بوردن (به انگلیسی: Borden Island) یک جزیره در کانادا است که در نواحی شمال غرب واقع شده‌است.

## خصوصیات
جزیره بوردن Uninh نفر جمعیت دارد.